# 片貝義明
片貝 義明（かたがい よしあき、1951年9月27日 - ）は、群馬県吾妻郡中之条町出身の元プロ野球選手（捕手）・コーチ。息子はスタイリストの片貝俊。

## 来歴・人物
前橋工業では2年次の1968年にチームが夏の甲子園に出場するが、片貝の出番は無かった。3年次の1969年夏は正捕手として北関東大会準決勝に進出するが、宇都宮学園に敗れ、甲子園出場はならなかった。高校同期に佐野仙好、柚木秀夫がいた。卒業後は1970年に日本石油へ入社し、2年目の1971年から都市対抗に2年連続出場。
1972年のドラフトで中日ドラゴンズから2位指名を受け、1973年シーズン後に入団。しかし当時の中日捕手陣は木俣達彦、新宅洋志と実力者が揃っており、一軍での出番はほとんどなかったため、小松辰雄や牛島和彦が入団して来たころには若手投手の「教育係」的存在となった。1976年にはシーズン終盤に2試合に先発マスクを被るが、その後は出場機会に恵まれず、1980年限りで現役を引退。
引退後は中日でスコアラー（1981年 - 1989年, 1996年 - 2004年）、一軍打撃コーチ補佐（1990年 - 1991年, 1993年 - 1995年）、二軍打撃コーチ補佐（1992年）、動作解析担当（2005年 - 2008年）を歴任。スコアラー就任当初は仕事内容がまだ確立されていなかったため、フォーマット作りから始め、試合があれば毎日徹夜作業であった。現場もまだ活用法や効果が分からない時代で必死の日々であったが、それでも片貝は「現役で成功しなかった以上、スコアラーとしては絶対に成功しよう」と引退時に自分の中で気持ちを切り替え、決意したために頑張れた。1982年には9月28日からの巨人戦3連戦の前に「秘策あり」とマスコミを通じてあえて情報を流し、巨人と江川卓サイドを攪乱させた。打撃コーチには球威のある高めのストレートを捨てるのではなく、そこを狙いにいくことであの大きなカーブにも対応できる、と提言。初戦の試合では皆、エース江川の高めを狙い見事に攻略に成功。集中打で9回4点差を追いつき、延長10回に角三男から大島康徳がサヨナラ打でマジック12を点灯させた。コーチ就任の際は実績もなく、教える立場にはないと思っていたため断ろうと思っていたが、星野仙一監督に「俺の気持ちがわからんのか!」と怒られて受諾。そこから必死で勉強し、キャンプに取材で来た長嶋茂雄や山本浩二に打撃論を聞きにいったこともあった。動作解析担当としてはコンピューターを活用したデータ分析の世界を経験し、この時にパソコンを学んだ。
営業部職員を経て退団し、2015年4月より矢場とんブースターズ部長兼コーチ、2016年から部長兼監督に昇格した。また、矢場とんの人事部部長として業務にも携わっている。その後は総監督を経て顧問を務める。

## 詳細情報

### 年度別打撃成績
| 年 度     | 球 団     | 試 合 | 打 席 | 打 数 | 得 点 | 安 打 | 二 塁 打 | 三 塁 打 | 本 塁 打 | 塁 打 | 打 点 | 盗 塁 | 盗 塁 死 | 犠 打 | 犠 飛 | 四 球 | 敬 遠 | 死 球 | 三 振 | 併 殺 打 | 打 率 | 出 塁 率 | 長 打 率 | O P S |
| --------- | --------- | ----- | ----- | ----- | ----- | ----- | -------- | -------- | -------- | ----- | ----- | ----- | -------- | ----- | ----- | ----- | ----- | ----- | ----- | -------- | ----- | -------- | -------- | ----- |
| 1974      | 中日      | 7     | 5     | 4     | 0     | 1     | 0        | 0        | 0        | 1     | 1     | 0     | 0        | 0     | 0     | 0     | 0     | 1     | 1     | 0        | .250  | .400     | .250     | .650  |
| 1976      | 中日      | 6     | 8     | 8     | 2     | 2     | 0        | 0        | 0        | 2     | 0     | 0     | 0        | 0     | 0     | 0     | 0     | 0     | 2     | 0        | .250  | .250     | .250     | .500  |
| 通算：2年 | 通算：2年 | 13    | 13    | 12    | 2     | 3     | 0        | 0        | 0        | 3     | 1     | 0     | 0        | 0     | 0     | 0     | 0     | 1     | 3     | 0        | .250  | .308     | .250     | .558  |

### 年度別守備成績
| 年度 | 試合 | 企図数 | 許盗塁 | 盗塁刺 | 阻止率 |
| ---- | ---- | ------ | ------ | ------ | ------ |
| 1974 | 2    | 1      | 1      | 0      | .000   |
| 1976 | 4    | 4      | 3      | 1      | .250   |
| 通算 | 6    | 5      | 4      | 1      | .200   |

### 背番号
- 41 （1974年 - 1975年）
- 50 （1976年 - 1980年）
- 88 （1990年 - 1991年）
- 96 （1992年）
- 78 （1993年 - 1994年）
- 79 （1995年）
- 10 （2015年 - 2016年）
- 88 （2017年 - ）